# Aleutihenricia beringiana
Aleutihenricia beringiana is een zeester uit de familie Echinasteridae. De wetenschappelijke naam van de soort werd, als Henricia beringiana, in 1950 gepubliceerd door Alexander Michailovitsch Djakonov.